# 董光宏
董光宏（？—？），字君謨，號定所，浙江寧波府鄞縣人，明朝政治人物。

## 生平
萬曆二十五年（1597年）丁酉科浙江鄉試第七十四名舉人，二十九年（1601年）辛丑科二甲第十二名進士。授刑部主事、錄囚江北，升員外郎，恤刑福建，多所平反，升郎中，三十六年（1608年）出為河南按察司僉事，歷升河南布政使司右參議、河南按察司副使、河南布政使司參政、陝西按察使、江西右布政使、江西左布政使。天啟三年（1623年）升順天府府尹，执法不阿，中官乞免其庄田役，不许，从中挤之，五年（1625年）改南京大理寺卿，七年（1627年）以南京兵部右侍郎致仕，享年七十二歲。
逝世後，萬斯同撰傳，錢象坤撰《墓誌銘》。

## 家族
曾祖董鑰，庚戌進士，雲南道御史。祖父董溍，六安州同知。父董棻，南安府通判。孫董若思（名德欽），抗清寧波五君子之一。後人有董允瑫，浙東學派學者。

## 軼事
《棗林雜俎》載其印綬放花後升官之奇事。

## 著作
- 《秋水閣集》
- 《秋水閣墨副》十卷[18]
- 《藥語雜錄》一卷